# 2020年—2023年全球晶片危機

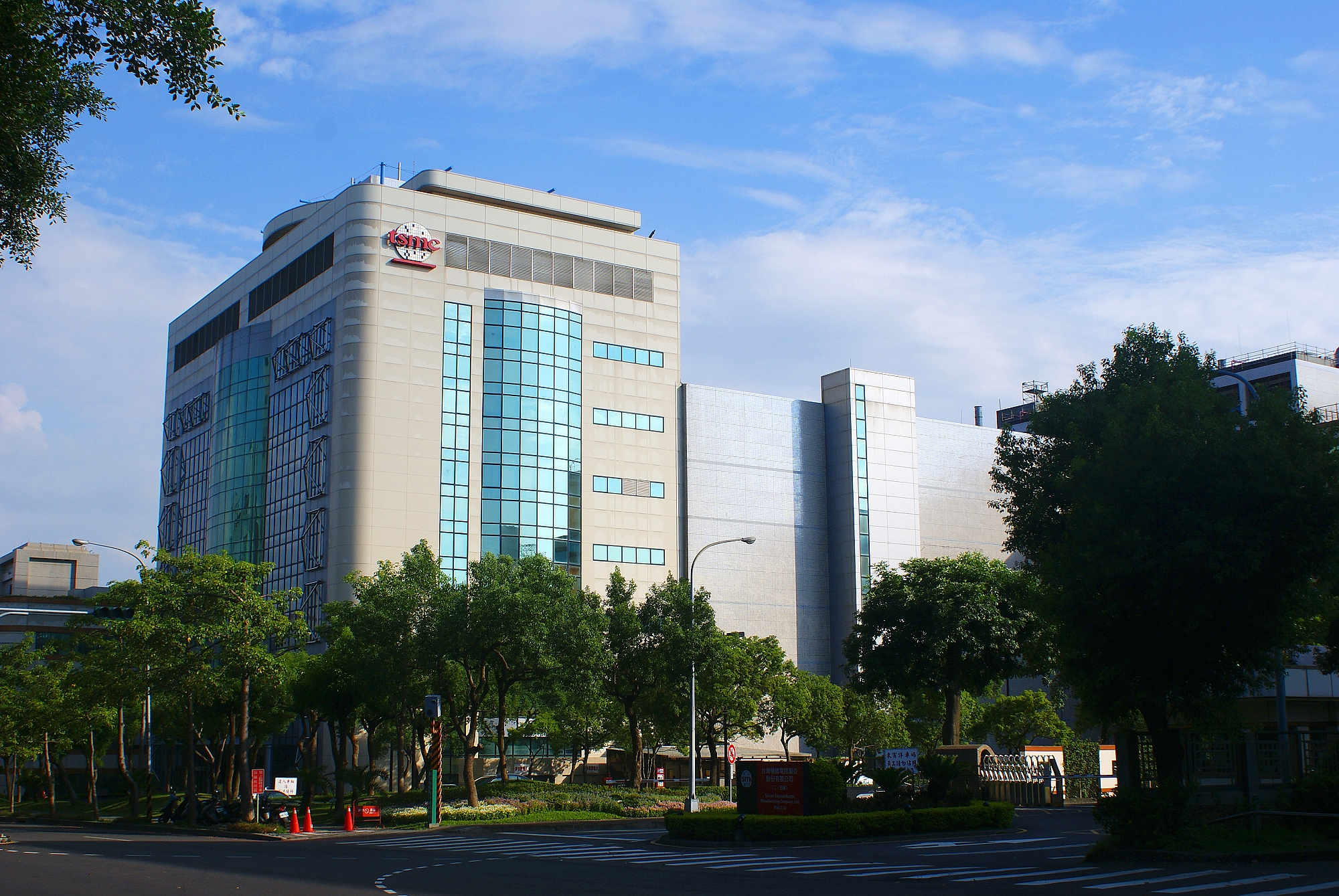
台積電為全球最大晶圓代工廠

2020年起，全球晶片短缺而造成全球半導體產業鏈供應危機，即全球晶片危機（global chip shortage）。这也是2021年起爆發的全球供应链危机的一个重要环节。
由於積體電路（俗稱半導體晶片）的需求大於供應，影響超過169個行業。並導致晶片價格大幅上漲、短缺以及供不應求的狀況發生在汽車、顯示卡、電子遊戲機、電腦，與其他需要半導體產品之消費者方面。
全球晶片危機直到2023年才基本缓解。

## 起因
造成全球芯片危機有多個因素，包含中美貿易戰、2019冠狀病毒病疫情以及2021年台灣缺水等原因。

### 中美貿易戰
2020年9月，美國商務部宣布對中華人民共和國最大的晶圓代工廠中芯國際進行制裁，美國公司必須向其他製造商下訂單，比如台積電或三星。然而，這些製造商的產能已經達到極限，難以短期擴大產能。

### COVID-19疫情
在COVID-19疫情下，許多人轉為線上工作與學習，造成了電腦需求量激增，然而因為疫情下，許多半導體產業鏈的工廠關閉、零件庫存耗盡。

### 極端氣候

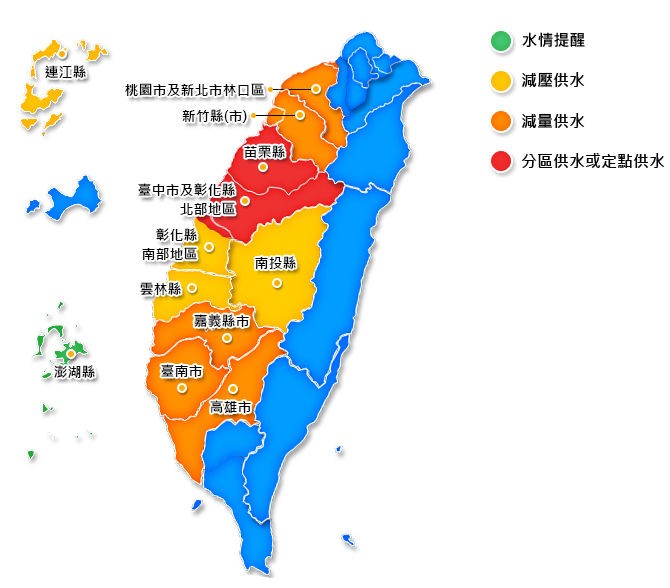
經濟部水利署在2021年5月21日公佈的中華民國旱災情況燈號

2021年2月美國雪災造成德州大停電，使得當地的半導體供應商三星電子、恩智浦半導體工廠被迫停擺，全球晶片更加短缺。
2021年，晶圓代工市佔超過5成的台灣發生了50年以來最大的旱災，而半導體製造需要大量的超純水來清潔其工廠和晶圓，台積電每天使用超過63,000噸的水，佔台灣的10%水，台灣乾旱使得半導體供應更加嚴峻。

### 火災
2020年10月，ADC和DAC生產商旭化成半導體工廠發生火警。2021年3月，生產全球30%的車用微控制器單元生產商瑞薩電子發生火警，造成該廠商需要100天才能恢復生產。2022年1月，ASML柏林工廠發生火災，影響EUV光刻機生產。

### 战争
氖是芯片生产中必不可少的原材料，而乌克兰的氖占全世界的70%。2022年2月24日，俄罗斯对乌克兰全面入侵进一步加剧了芯片行业的供应中断。

## 影響結果
根據高盛分析，全球至少169個行業受到晶片危機的影響，其中最嚴重的為汽車產業以及消費電子產業。

### 汽車產業

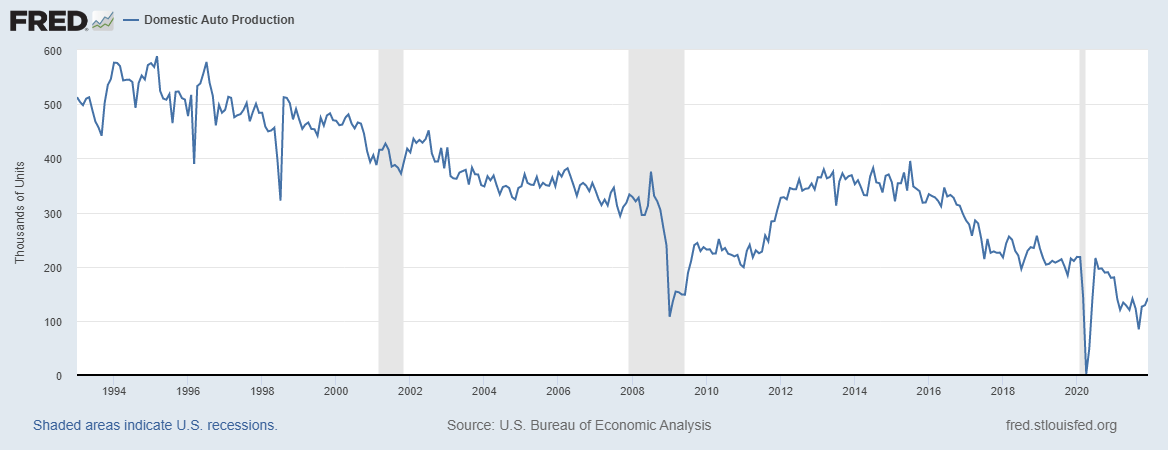
美国汽车产量（1993–2021）

一台汽車需要1400至3000個積體電路。整個汽車產業佔全球晶片生產量的15%，而個人消費電子佔50%，且利潤更大，一般晶圓代工廠不會優先生產汽車晶片，造成車用晶片短缺。在2021年，晶片短缺造成全球汽車產業2100億元的損失。
在新冠疫情大爆發的時候，車商預估需求將下降，取消大量晶圓訂單，晶片製造商將產能轉往消費電子製造商。 隨著疫情趨緩，需求大增，然而因為因零庫存管理方式，車商無庫存晶片，晶圓產能不足並且優先高利潤的消費電子，造成多家車商停工。
晶片短期造成福特公司有上千量半完工的車輛停在肯塔基州賽道旁，這些車輛都缺少芯片。日本豐田汽車因為晶片短缺計劃在2021年9月削減全球的車輛生產40％，通用汽車宣布將其位於北美的工廠停工一周至兩個月。2021年第一季度末，受芯片短缺的影响，一些国家的二手车价格出现上涨，部分汽车价格涨幅高达10%。 因為晶片短缺，在2021年的第三季度，美國新車銷量只有之前的三分之二，歐寶關閉其艾森納赫製造工廠直到2022年，導致1,300名工人失業。
2023年，汽车行业基本复苏，全球汽车产量增长3%。

### 顯卡
全球晶片短缺使購買新顯卡變得困難，2021年的加密貨幣挖礦潮使得顯卡需求增加。使得電競電腦所使用的顯卡變得困難價格變得昂貴，且由於電競電腦極其依賴AMD及Nvidia的高階獨立顯卡，兩家公司在嚴重特殊傳染性肺炎流行期間推出新的顯卡，這使顯卡變得更加難以購買或價格高於建議售價50至300%。

### 遊戲產業
在疫情流行期間，許多人減少外出、留在家中，而轉往線上遊戲，增加電子遊戲機的需求。隨著次世代遊戲機的流行，進一步增加需求，微軟和索尼報告新遊戲機的需求。
因為微軟和索尼的遊戲機都使用台積電製造的AMD芯片，而台積電的產能依然不足，微軟預計2021年2月至2021年中期，其遊戲Xbox Series X/S將持續短缺，而索尼則表示，PlayStation 5控制台的短暫將持續到2022年。隨著晶片危機的擴大，網上如eBay上黃牛販賣的遊戲機甚至漲價了50至100%。任天堂原本預計一年製作3000萬台任天堂Switch，然而因為晶片短缺，只能生產2400萬台。

### 交通
JR東日本、東京臨海高速鐵路、東京單軌電車及PASMO協議會宣佈，受全球晶片嚴重短缺影響，其所發行的不記名Suica和PASMO將自2023年6月8日起暫時停售，直至另行通知。